# Paris souterrain
 (20 juillet 2013).
« Dessous de Paris » redirige ici. Pour les autres significations, voir Prostitution à Paris.
L'expression « Paris souterrain » (ou parfois les « Dessous de Paris ») évoque l'ensemble des éléments du sous-sol parisien : carrières, catacombes, égouts, sous-sols d'immeubles, galeries techniques et voies souterraines (métro et RER, tunnels routiers).

## Éléments pris en compte par l'urbanisme

### Carrières, catacombes et sous-sols
- Carrières.

Ces anciennes exploitations le plus souvent médiévales (par exemple de calcaire résistant des colonnes de la cathédrale Notre-Dame, gypse au nord de la Seine, de calcaire grossier au sud) ou de l'époque moderne peuvent être immenses comme sous la butte Montmartre ou bien au parc Montsouris. Elles sont la cause de nombreux fontis, fissures ou éboulements de bâtiments en surface depuis l'urbanisation de grande ampleur initiée au XVIIe siècle. Ces conséquences désastreuses pour l'extension de la ville ont nécessité une première gestion drastique des souterrains au XVIIIe siècle. Ces aménagements globaux de l'autorité régalienne doivent être aujourd'hui surveillés par une police spécialisée, du fait des dégradations répétées ou destructions des visiteurs ou découvreurs, voyageurs ou squatters qualifié de "cataphiles".
- Catacombes.

À l'origine, simples galeries reliant les carrières entre elles, elles se sont individualisées pour servir d’entrepôts (civils et militaires) et surtout d’ossuaire à l’ancien cimetière des Innocents. Elles ont joué un rôle durant la libération de Paris en permettant au colonel Henri-Rol Tanguy de se cacher dans un abri qui y était relié. Aujourd'hui, une petite partie d'entre elles a été transformée en musée. Ouverte au public, elle est très visitée, notamment par des touristes étrangers. L'entrée officielle qui se fait place Denfert-Rochereau ne donne accès qu’à la partie "légale" du réseau, mais quelques-uns, les cataphiles, connaissent d’autres entrées beaucoup moins officielles. Pierre Tchernia les fait peupler de tout un petit peuple sous-parisien : Les Gaspards.
- Sous-sols d’immeubles et stationnements souterrains.

Ces derniers, privés ou publics, regroupent plusieurs dizaines de milliers de places individuelles ; ils sont soumis à une réglementation très stricte. Certains bâtiments ou abris de guerre anciens peuvent être accessibles par le réseau souterrain, et du coup invariablement pillés.

### Égouts et galeries
- Égouts.

Les grands travaux haussmanniens concernant l'hydraulique et les réseaux normalisés d'amenée et d'évacuation d'eaux ont été dirigés par le comte Belgrand et ses équipes municipales du service des eaux et des égouts de Paris. Immortalisés par Victor Hugo dans l’épisode des  Misérables où Jean Valjean sauve Marius en le portant sur ses épaules, ils couvrent aujourd’hui plus de 1000 km. Pour les visiter : leur entrée officielle se fait pont de l'Alma.
- Galeries techniques.

Souvent reliées ou associées aux précédents, ce sont diverses conduites transportant eau, gaz, électricité, chauffage-urbain, câbles téléphoniques et cybernétiques, pneumatiques, etc.

### Voies souterraines
- Métros et RER, par exemple tunnels ou passages souterrains du métro de Paris ou du réseau ferroviaire ancien ou moderne, y compris des stations fantômes.
- Voirie souterraine.

Initiée sur les boulevards des Maréchaux puis dans le quartier des Halles, vu la densité croissante de la circulation, elle tend à prendre de plus en plus d’importance.
- Voie d’eau canalisée.

Le canal Saint-Martin où se trouvait le mythique hôtel du Nord si cher à Arletty (il en existe aujourd'hui une réplique moderne).

### Vidéographie
- Les Gardiens du Paris souterrain, documentaire de 55 minutes, réalisé par Pierre Toury et Laurent Lefebvre, diffusé sur France 5 en octobre 2016 (voir en ligne).